# Jānsath
Jānsath är en ort i Indien.   Den ligger i distriktet Muzaffarnagar och delstaten Uttar Pradesh, i den norra delen av landet, 100 km nordost om huvudstaden New Delhi. Jānsath ligger 243 meter över havet och antalet invånare är 19 467.
Terrängen runt Jānsath är mycket platt. Runt Jānsath är det tätbefolkat, med 570 invånare per kvadratkilometer. Närmaste större samhälle är Khatauli, 12,5 km väster om Jānsath. Trakten runt Jānsath består till största delen av jordbruksmark.